# Natula matsuurai
Natula matsuurai är en insektsart som beskrevs av Sugimoto, M. 2001. Natula matsuurai ingår i släktet Natula och familjen syrsor. Inga underarter finns listade i Catalogue of Life.